# Liste d'artistes hip-hop assassinés
→Cet article présente la liste des rappeurs hip-hop assassinés depuis 1987.
Deux études au milieu des années 2010 ont conclu que le meurtre était la cause de 51,5% des décès de musiciens hip-hop. L'âge moyen de décès se situe entre 25 et 30 ans. Le hip-hop a un taux d'homicide plus élevé que tout autre genre de musique, allant de cinq à 32 fois plus élevé,.
Plusieurs facteurs peuvent expliquer le taux élevé d'homicides, notamment les antécédents difficiles de nombreux artistes, l'activité des gangs criminels, la consommation de drogue et l'insuffisance des soins pastoraux parmi les artistes et les maisons de disques,,. En 2020, d'après le magazine XXL, sur 77 décès de rappeurs répertoriés, plus de 40 restent non résolus, dont le meurtre de Tupac Shakur en 1996, le meurtre de Notorious BIG en 1997 et le meurtre de Big L en 1999.
Les homicides de musiciens hip-hop ont suscité plusieurs controverses ; le maire de New York, Eric Adams, condamna la musique drill en 2022 après le meurtre de TDott Woo (Tahjay Dobson) et Chii Wvttz (Jayquan McKenley), assassinés à Brooklyn à quelques jours d'intervalle.

## Liste
Voici une liste (non exhaustive) d'artistes de hip-hop assassinés depuis le début des années 1980.
| Nom                              | Date              | Âge | Lieu du décès                                        | Cause(s)         | Ref.    |
| -------------------------------- | ----------------- | --- | ---------------------------------------------------- | ---------------- | ------- |
| Scott La Rock                    | 27 août 1987      | 25  | New York, État de New York, États-Unis               | Tué par balles   | [ 7 ]   |
| Paul C (en)                      | Juillet 1989      | 24  | New York, État de New York, États-Unis               | Tué par balles   | [ 8 ]   |
| D-Boy Rodriguez (en)             | 6 octobre 1990    | 22  | Dallas, Texas, États-Unis                            | Tué par balles   | ,       |
| Charizma                         | 16 décembre 1993  | 20  | East Palo Alto, Californie, États-Unis               | Tué par balles   | ,       |
| Stretch                          | 30 novembre 1995  | 27  | New York, État de New York, États-Unis               | Tué par balles   | [ 13 ]  |
| Seagram (en)                     | 31 juillet 1996   | 26  | Oakland, Californie, États-Unis                      | Tué par balles   | ,       |
| Tupac Shakur                     | 13 septembre 1996 | 25  | Las Vegas, Nevada, États-Unis                        | Tué par balles   | ,       |
| Yaki Kadafi                      | 10 novembre 1996  | 19  | Orange, New Jersey, États-Unis                       | Tué par balles   | [ 19 ]  |
| The Notorious B.I.G.             | 9 mars 1997       | 24  | Los Angeles, Californie, États-Unis                  | Tué par balles   | ,       |
| Fat Pat                          | 3 février 1998    | 27  | Houston, Texas, États-Unis                           | Tué par balles   | ,       |
| Big L                            | 15 février 1999   | 24  | New York, État de New York, États-Unis               | Tué par balles   | ,       |
| Freaky Tah                       | 28 mars 1999      | 27  | New York, État de New York, États-Unis               | Tué par balles   | [ 28 ]  |
| Bugz                             | 21 mai 1999       | 22  | Grand Rapids, Michigan, États-Unis                   | Tué par balles   | [ 29 ]  |
| Mausberg                         | 4 juillet 2000    | 21  | Compton, Californie, États-Unis                      | Tué par balles   | [ 30 ]  |
| DJ Uncle Al (en)                 | 10 septembre 2001 | 32  | Miami, Floride, États-Unis                           | Tué par balles   | ,       |
| Jam Master Jay                   | 30 octobre 2002   | 37  | New York, État de New York, États-Unis               | Tué par balles   | [ 33 ]  |
| Mamad                            | Fin 2002          | 26  | Paris, France                                        | Poignardé à mort | [ 34 ]  |
| Sabotage                         | 24 janvier 2003   | 29  | São Paulo, État de São Paulo, Brésil                 | Tué par balles   | ,       |
| Camoflauge (en)                  | 19 mai 2003       | 21  | Savannah, État de Géorgie, États-Unis                | Tué par balles   | [ 37 ]  |
| Half a Mill (en)                 | 24 octobre 2003   | 30  | New York, État de New York, États-Unis               | Tué par balles   | [ 38 ]  |
| Soulja Slim                      | 26 novembre 2003  | 26  | La Nouvelle-Orléans, Louisiane, États-Unis           | Tué par balles   | ,       |
| Mac Dre                          | 1er novembre 2004 | 34  | Kansas City, Missouri, États-Unis                    | Tué par balles   | [ 41 ]  |
| Blade Icewood (en)               | 19 avril 2005     | 28  | Détroit, Michigan, États-Unis                        | Tué par balles   | [ 42 ]  |
| Proof                            | 11 avril 2006     | 32  | Détroit, Michigan, États-Unis                        | Tué par balles   | ,       |
| Big Hawk                         | 1er mai 2006      | 36  | Houston, Texas, États-Unis                           | Tué par balles   | [ 46 ]  |
| VL Mike (en)                     | 20 avril 2008     | 32  | La Nouvelle-Orléans, Louisiane, États-Unis           | Tué par balles   | [ 47 ]  |
| Dolla (en)                       | 18 mai 2009       | 21  | Los Angeles, Californie, États-Unis                  | Tué par balles   | ,       |
| Magnolia Shorty (en)             | 20 décembre 2010  | 28  | La Nouvelle-Orléans, Louisiane, États-Unis           | Tué par balles   | [ 51 ]  |
| Bad News Brown                   | 11 février 2011   | 33  | Montréal, Québec, Canada                             | Assassiné        | [ 52 ]  |
| Adán Zapata (es)                 | 1er juin 2012     | 21  | San Nicolás, Nuevo León, Mexique                     | Tué par balles   | [ 53 ]  |
| Lil Phat                         | 7 juin 2012       | 19  | Sandy Springs, État de Géorgie, États-Unis           | Tué par balles   | [ 54 ]  |
| Lil Kenny                        | 23 December 2012  | 19  | Louisville, Kentucky, États-Unis                     | Tué par balles   |         |
| Lil Snupe                        | 20 juin 2013      | 18  | Winnfield, Louisiane, États-Unis                     | Tué par balles   | [ 55 ]  |
| Pávlos Fýssas                    | 18 septembre 2013 | 34  | Keratsini, Attique, Grèce                            | Poignardé à mort | [ 56 ]  |
| L'A Capone                       | 26 septembre 2013 | 17  | Chicago, Illinois, États-Unis                        | Tué par balles   |         |
| Doe B (en)                       | 28 décembre 2013  | 22  | Montgomery, Alabama, États-Unis                      | Tué par balles   | [ 57 ]  |
| Monkey Black                     | 30 avril 2014     | 27  | Sant Adrià de Besòs, Catalogne, Espagne              | Poignardé à mort |         |
| The Jacka (en)                   | 2 février 2015    | 37  | Oakland, Californie, États-Unis                      | Tué par balles   | [ 58 ]  |
| Flabba (en)                      | 9 mars 2015       | 37  | Alexandra, Gauteng, Afrique du Sud                   | Poignardé à mort | [ 59 ]  |
| Chinx                            | 17 mai 2015       | 31  | New York, État de New York, États-Unis               | Tué par balles   | [ 60 ]  |
| Bankroll Fresh (en)              | 4 mars 2016       | 28  | Atlanta, Géorgie, États-Unis                         | Tué par balles   | [ 61 ]  |
| Swipey                           | 21 août 2016      | 18  | Suitland, Maryland, États-Unis                       | Tué par balles   | [ 62 ]  |
| 3-2                              | 10 novembre 2016  | 44  | Houston, Texas, États-Unis                           | Tué par balles   | [ 63 ]  |
| XXXTentacion                     | 18 juin 2018      | 20  | Deerfield Beach, Floride, États-Unis                 | Tué par balles   | [ 64 ]  |
| Jimmy Wopo                       | 18 juin 2018      | 21  | Pittsburgh, Pennsylvanie, États-Unis                 | Tué par balles   | [ 65 ]  |
| Young Greatness (en)             | 29 octobre 2018   | 34  | La Nouvelle-Orléans, Louisiane, États-Unis           | Tué par balles   | [ 66 ]  |
| Feis                             | 1er janvier 2019  | 32  | Rotterdam, Hollande-Méridionale, Pays-Bas            | Tué par balles   | [ 67 ]  |
| Kevin Fret (en)                  | 10 janvier 2019   | 24  | Rio Piedras, San Juan, Porto Rico                    | Tué par balles   | [ 68 ]  |
| Nipsey Hussle                    | 31 mars 2019      | 33  | Los Angeles, Californie, États-Unis                  | Tué par balles   | [ 69 ]  |
| Samat                            | 7 octobre 2019    | 37  | Garges-lès-Gonesse, Val-d'Oise, France               | Tué par balles   | [ 70 ]  |
| Pop Smoke                        | 19 février 2020   | 20  | Hollywood Hills, Los Angeles, Californie, États-Unis | Tué par balles   | [ 71 ]  |
| Nick Blixky                      | 10 mai 2020       | 21  | Brooklyn, New York, État de New York, États-Unis     | Tué par balles   | ,       |
| Houdini (en)                     | 26 mai 2020       | 21  | Toronto, Ontario, Canada                             | Tué par balles   | [ 74 ]  |
| Tray Savage (en)                 | 19 juin 2020      | 26  | Chicago, Illinois, États-Unis                        | Tué par balles   | [ 75 ]  |
| Huey (en)                        | 25 juin 2020      | 31  | Kinloch, Missouri, États-Unis                        | Tué par balles   | [ 76 ]  |
| FBG Duck (en)                    | 4 août 2020       | 26  | Chicago, Illinois, États-Unis                        | Tué par balles   | [ 77 ]  |
| Huey (en)                        | 25 juin 2020      | 31  | Saint-Louis, Missouri, États-Unis                    | Tué par balles   | [ 78 ]  |
| King Von                         | 6 novembre 2020   | 26  | Atlanta, Géorgie, États-Unis                         | Tué par balles   | [ 79 ]  |
| MO3 (en)                         | 11 novembre 2020  | 28  | Dallas, Texas, États-Unis                            | Tué par balles   | [ 80 ]  |
| 18veno                           | 23 janvier 2021   | 19  | Rock Hill, Caroline du Sud, États-Unis               | Tué par balles   | [ 81 ]  |
| KTS Dre                          | 10 juillet 2021   | 31  | Chicago, Illinois, États-Unis                        | Tué par balles   | [ 82 ]  |
| JayRip                           | 11 juillet 2021   | 13  | Bronx, État de New York, États-Unis                  | Tué par balles   |         |
| Einár                            | 21 octobre 2021   | 19  | Stockholm, Suède                                     | Tué par balles   | [ 83 ]  |
| Young Dolph                      | 17 novembre 2021  | 36  | Memphis, Tennessee, États-Unis                       | Tué par balles   | [ 84 ]  |
| Slim 400 (de)                    | 8 décembre 2021   | 34  | Inglewood, Californie, États-Unis                    | Tué par balles   | [ 85 ]  |
| Drakeo the Ruler                 | 19 décembre 2021  | 28  | Los Angeles, Californie, États-Unis                  | Poignardé à mort | [ 86 ]  |
| TDott Woo                        | 1er février 2022  | 22  | New York, État de New York, États-Unis               | Tué par balles   | ,       |
| Chii Wvttz                       | 6 février 2022    | 18  | New York, État de New York, États-Unis               | Tué par balles   | [ 89 ]  |
| Snootie Wild                     | 26 février 2022   | 36  | Houston, Texas, États-Unis                           | Tué par balles   | [ 90 ]  |
| Baby Cino                        | 16 mars 2022      | 20  | Florida State Road 826, Floride, États-Unis          | Tué par balles   | ,       |
| KASTRO YTAG BOSS                 | 14 mars 2022      | 32  | Fort Lauderdale, en Floride, États-Unis              |                  |         |
| Archie Eversole (en)             | 3 avril 2022      | 37  | Decatur, Géorgie, États-Unis                         | Tué par balles   | [ 94 ]  |
| Hypo (en)                        | 3 juin 2022       | 39  | Londres, Angleterre, Royaume-Uni                     | Poignardé à mort | [ 95 ]  |
| Sidhu Moose Wala (en)            | 29 mai 2022       | 28  | Mansa, Pendjab, Inde                                 | Tué par balles   | [ 96 ]  |
| Trouble (en)                     | 5 juin 2022       | 34  | Conyers, Géorgie, États-Unis                         | Tué par balles   | [ 97 ]  |
| Notti Osama (en)                 | 9 juillet 2022    | 14  | New York, État de New York, États-Unis               | Poignardé à mort | [ 98 ]  |
| JayDaYoungan (en)                | 27 juillet 2022   | 24  | Bogalusa, Louisiane, États-Unis                      | Tué par balles   | [ 99 ]  |
| TKorStretch                      | 29 août 2022      | 21  | Londres, Angleterre, Royaume-Uni                     | Poignardé à mort | [ 100 ] |
| PnB Rock                         | 12 septembre 2022 | 30  | Los Angeles, Californie, États-Unis                  | Tué par balles   | [ 101 ] |
| Takeoff                          | 31 octobre 2022   | 28  | Houston, Texas, États-Unis                           | Tué par balles   | [ 102 ] |
| AKA                              | 10 février 2023   | 35  | Durban, KwaZulu-Natal, Afrique du Sud                | Tué par balles   | [ 103 ] |
| Lefty SM                         | 3 septembre 2023  | 31  | Zapopan, Jalisco, Mexique                            | Tué par balles   | [ 104 ] |
| Bigidagoe (en)                   | 25 février 2024   | 26  | Amsterdam, Pays-Bas                                  | Tué par balles   | [ 105 ] |
| Phat Geez                        | 17 mars 2024      | 28  | Philadelphie, Pennsylvanie, États-Unis               | Tué par balles   | [ 106 ] |
| Chris King                       | 20 avril 2024     | 32  | Nashville, Tennessee, États-Unis                     | Tué par balles   | [ 107 ] |
| C.Gambino                        | 4 juin 2024       | 26  | Göteborg, Suède                                      | Tué par balles   | [ 108 ] |
| Bloodyhound Lil Jeff             | 8 juin 2024       | 21  | Chicago, Illinois, États-Unis                        | Tué par balles   |         |
| Foolio (en)                      | 23 juin 2024      | 26  | Tampa, Floride, États-Unis                           | Tué par balles   | ,       |
| Tan DaGod                        | 13 juillet 2024   | 27  | Oakland, Californie, États-Unis                      | Tuée par balles  | [ 111 ] |
| Ybc Dul                          | 23 août 2024      | 25  | Philadelphie, Pennsylvanie, États Unis               | Tué par balles   |         |
| babyynascar                      | 16 novembre 2024  | 16  | Upper Marlboro, Maryland, États-Unis                 | Tué par balles   |         |
| Lil Kso, Kso, Lil Kso, Ksoo      | 3 December 2024   | 15  | Chicago, Illinois, États-Unis                        | Tué par balles   |         |
| Geesosa, Gee Sosa                | 6 December 2024   | 17  | Cincinnati, Ohio, États-Unis                         | Tué par balles   |         |
| BabyThreat, Bat-Tay, Baby Threat | 11 December 2024  | 17  | Louisville, Kentucky, États-Unis                     | Tué par balles   |         |
| Kelyan Bokassa                   | 7 janvier 2025    | 14  | Londres, Angleterre, Royaume-Uni                     | Poignardé à mort |         |
| Young Scooter                    | 28 mars 2025      | 39  | Atlanta, Géorgie, États-Unis                         | Tué par balles   |         |